# Besik Beradze
Besik Beradze (gruz. ბესიკ ბერაძე, ur. 20 lutego 1968 w Suchumi) – gruziński piłkarz występujący na pozycji obrońcy.

## Kariera klubowa
Beradze karierę rozpoczynał w sezonie 1990 w pierwszoligowym zespole Samgurali Ckaltubo. Jego barwy reprezentował przez trzy sezony, a potem odszedł do Dinama Tbilisi. W sezonach 1992/1993 oraz 1993/1994 zdobywał z nim dublet, czyli mistrzostwo Gruzji oraz Puchar Gruzji.
Na początku 1995 roku Beradze przeszedł do tureckiego Trabzonsporu. W sezonie 1994/1995 wywalczył z nim wicemistrzostwo Turcji, a także Puchar Turcji. W połowie 1995 roku wrócił do Gruzji, gdzie został graczem klubu FC Samtredia. Spędził tam sezon 1995/1996, a potem przeszedł do rosyjskiego Czernomorca Noworosyjsk. Przez trzy sezony występował z nim w pierwszej lidze rosyjskiej.
W 1999 roku Beradze odszedł do gruzińskiego Lokomotiwi Tbilisi. W trakcie sezonu 1999/2000 przeniósł się jednak do Samgurali Ckaltubo. W tamtym sezonie spadł z nim z pierwszej ligi do drugiej. W kolejnym awansował jednak z powrotem do pierwszej. W 2002 roku zakończył karierę.

## Kariera reprezentacyjna
W reprezentacji Gruzji Beradze zadebiutował 10 lutego 1994 w wygranym 1:0 meczu towarzyskiego turnieju Rothmans Tournament z Maltą. W latach 1994–1995 w drużynie narodowej rozegrał 8 spotkań.